# عايش في الغيبوبة (مسلسل)
عايش في غيبوبة هو مسلسل مصري قام ببطولته محمد صبحى وماخوذ من مسرحية ماما أمريكا وتناقش قضايا متعدده مثل: الوحدة العربية والخلافات بين الدول، عرضت في شهر رمضان وهي من تاليف وإخراج محمد صبحى.
تدور احداث المسلسل حول "عايش شحاتة" خريج معهد السينما قسم إخراج وتخصص في إخراج الافلام الوثائقية ويعمل في قناة فضائية خاصة. رغم بلوغة سن الخمسين لم يتزوج بعد ويعيش حياه كريمة مع أسرتة. الأب شحاتة ضابط بالقوات المسلحة وقد خرج على المعاش بعد حرب أكتوبر 1973 والأم "رعايا" تقوم بشؤن ابنها عايش المتردد المتقلب المزاج وأحيانا الحماس والإصرار الذي قد يصل إلى حد الاندفاع مما يسبب له مشاكل كثيرة. طلبت منه القناة الفضائية الخاصة التي يعمل بها بعمل فيلما وثائقيا عن الفترة من 1948 وحتى الآن، وكـان في أول الامـر غير متحمس لصعوبة الموضوع ولكن التهديد بإلغاء عقده من جانب القناة إلى احساسة بان الفكرة تحتاج إلى التأمل كما ان هذا الفيلم الوثائقى هو تاريخ حياته وليس تاريخ الامة فقط. واندفع عايش لصناعة هذا الفيلم وتجميع اللقطات من الارشيف وهي أول فرصة تتيح له ان يتأمل حياته خلال خمسين عاما قضت من عمره، فأحداث حياته متوازية مع أحداث الوطن وكل منها يفسر الآخر.

## شخصيات المسلسل
| - محمد صبحي: عايش - زينب إسماعيل: ولاء - محمد أبو داوود: عرفان - فاطمة الكاشف: الراقصة - مجدي صبحي: عاكف - منى حسين: عهود - عزت أبو عوف: عبد الغني | - صلاح رشوان: عمار - أحمد رفعت: عجب - هناء الشوربجي: علوية - خليل مرسي: حكيم زوج - أمل إبراهيم: عناكب قريبة عايش - محمود أبو زيد: محفوظ مدير ولاء - فيولا: جواهر | - مها أبو عوف: مستورة - هبة مجدي: وعد - عنبر: فؤح زوجة عجب - شوقي طنطاوي: دبور أخت عناكب - يوسف فوزي: سامي اكمل - إيمان: دنيا أفضل - يوسف داوود | ضيوف الشرف - محمد الدفراوي: شحاتة - كريمة مختار: رعايا - فايق عزب - محمد المرزباني - ممدوح عقل - تامر الشيخ |

الممثلون حسب الظهور
| - عبير رفعت - شريف سويلم - ليلي صدقي - شريف محسن: خيري - أحمد إبراهيم - رحاب حسين - محمود عزت | - ولاء إسماعيل - عزت بدران - أحمد عقل - جميلة عزيز - فاطمة حلمي - علاء خميس - ماجد يوسف | - غادة فلفل - ممدوح ياسين - رشا سامي - شيماء راشد - نجلاء فتحي - ياسمين رحمي - أميرة | - كريم همام: عايش - عصام محمد: أسامة - سوزان جاد: - أحمد محمد سيد | - ماهيتاب مصطفى: زينب - مشيرة طارق: عائشة - محمد شكري - شمس جاد |

## فريق العمل
- إخراج: محمد صبحي
- تأليف: محمد صبحي
- موسيقي تصويرية: محمد على سليمان
- مدير الإنتاج: هشام عابدين

| - مدير التصوير: طارق عبد الغني، خالد اللوزي - مونتاج إلكتروني: علاء الكنيسي - مونتاج: أشرف طه - مساعد إخراج: شوقي طنطاوي، أحمد السيد | - مخرج منفذ: عبد الحميد أبو المجد، مها إمام - مهندس صوت: عمرو شحاته - مهندس ديكور: نبيل سليم - توزيع: الشركة المصرية لمدينة الإنتاج الإعلامي |